# Luciano Lualdi
Luciano Lualdi (Napoli, 3 marzo 1934 – 27 agosto 2001) è stato un cantante italiano.

## Biografia
Figlio del compositore e direttore d'orchestra Alessandro Lualdi divenne noto come cantante nel 1959, al Concorso nazionale indetto dalla Rai "Voci Nuove", che vinse in coppia con Milva. Nel 1960 partecipa all'8º Festival di Napoli con il motivo Turnammoce a 'ncuntrà eseguito in abbinamento con Tullio Pane. Nel 1961 con Narciso Parigi, Mario Abbate, Bruno Martino e altri cantanti prende parte alla rubrica radiofonica "Album di canzoni", mentre l'anno successivo firma un contratto con la casa discografica Arcobaleno, di Cesare Ruggiero. Sempre nel 62 partecipa al 10º Festival di Napoli con il brano Stasera nun si tu in abbinamento con Nando Prato, dopodiché prende parte alla prima edizione della Barca d'Oro, manifestazione canora organizzata dal mensile L'eco della Ribalta, dove propone Parole doce e Abbracciame.
Ritorna al Festival di Napoli 1963 dove propone, in abbinamento con Sergio Bruni, il motivo Dint'a chiesa.
L'anno dopo partecipa a Canzonissima, intitolata per l'occasione "Napoli contro tutti", dove propone la classica I' te vurria vasà; sempre nello stesso anno partecipa al 12º Festival di Napoli, dove interpreta la struggente Napoli c'est finì ottenendo il premio della critica ed eseguita in abbinamento con Fred Bongusto. Nel 1965 vince la rassegna "Nuovi talenti europei", partecipando alla finale che si svolse a Parigi. Nel 66 ritorna alla Barca d'Oro, dove propone i motivi Sempe tu e Sulo p'o munno eseguiti in abbinamento rispettivamente con Gianni Lima e Mira. 
Nel 1968 firma un contratto con l'etichetta Edibi e partecipa al Festival di Napoli con il divertente brano Meno 10, meno 5, meno 4, meno 3 in abbinamento con la coppia formata da Giacomo Rondinella e Maria Paris.
La duttilità vocale, nel destreggiarsi sia nel repertorio leggero che lirico, gli permette di debuttare il 14 gennaio 1968 nella prima mondiale di "Aladino e la lampada magica" di Nino Rota diretto da
Carlo Franci. Nei primi anni settanta, Lualdi sposta la sua attività all'estero, soprattutto oltre oceano, dove è spesso ospite di programmi radiofonici e televisivi dedicati al revival italiano.
Nel 1980 viene chiamato al Teatro Verdi di Trieste come protagonista dell'operetta Scugnizza.
Nel 1981 è protagonista al Teatro San Carlo di Napoli in Madama Butterfly, nel 1983 viene diretto da Franca Valeri in Tosca. Nel 1987 partecipa a Cavalleria rusticana, in Sicilia.

## Discografia

### 33 giri
- 1981 - Napoli... Io voglio a tte (3aaa, AL 3304)

### 45 giri
- 1960 - Turnammoce a 'ncuntrà/Stasera sì (CGD, N 9223)
- 1960 - Grazie tanto/Se sceta 'a luna (CGD, N 9235)
- 1960 - Perdutamente/Vaco e torno (CGD, N 9236)
- 1961 - Aiutami a dimenticare/Quella stella il tuo destino (CGD, N 9261)
- 1962 - Ciardeniere/Nu quadro pe te (Arcobaleno,QCN 1076)
- 1962 - Fermate/Stasera nun si tu (Arcobaleno, QCN 1081)
- 1962 - Indimenticabile/Soltanto in cielo (Arcobaleno, QCN 1082)
- 1963 - 'A stessa Maria/'O ritrattiello (Arcobaleno, AQL 1148)
- 1963 - Cu tte a Santa Lucia/Na cartulina (Arcobaleno, AQL 1150)
- 1963 - Jammo Ja/Dint'a chiesa (Arcobaleno, AQL 1158)
- 1963 - Catene d'ammore/Serenata marenara (Arcobaleno, AQL 1162)
- 1963 - Serenata a Maria/Popolanella (Arcobaleno, AQL 1174)
- 1963 - Acquasanta/Via Maestra (Arcobaleno, AQL 1175)
- 1964 - Napoli c'est fini/Na chitarra a Pusilleco (Arcobaleno, AQL 1201)
- 1968 - Meno 10 meno 5 meno 4 meno 3/Nun 'o sapevo (Edibi, EDB 11047)